# Панкратов Віктор Павлович
Віктор Павлович Панкратов (18 червня 1947, село Астраханка, тепер Мелітопольського району Запорізької області) — радянський і український державний діяч, 1-й секретар Запорізького обласного комітету ЛКСМУ, голова Запорізької міської ради народних депутатів. Член ЦК ЛКСМУ.

## Життєпис
Народився в родині бухгалтера та вчительки. У вересні 1955 — травні 1965 року — учень Астраханської середньої школи Мелітопольського району Запорізької області. У 1962 році вступив до комсомолу.
У вересні 1965 — червні 1970 року — студент машинобудівного факультету Запорізького машинобудівного інституту, інженер-механік.
У вересні 1970 — квітні 1971 року — інженер-технолог, майстер Армавірського електромеханічного заводу Краснодарського краю.
У травні 1971 — травні 1972 року — служба в Радянській армії (місто Краснодар, військова частина № 26265).
У червні 1972 — жовтні 1973 року — інженер-конструктор управління головного механіка Запорізького моторобудівного заводу.
24 жовтня 1973 — 25 листопада 1975 року — секретар комітету комсомолу Запорізького моторобудівного заводу.
Член КПРС з жовтня 1974 по 1991 рік.
25 листопада 1975 — 19 жовтня 1978 року — 2-й секретар Запорізького обласного комітету ЛКСМУ.
19 жовтня 1978 — 6 січня 1984 року — 1-й секретар Запорізького обласного комітету ЛКСМУ.
6 січня 1984 — 30 березня 1990 року — 1-й секретар Жовтневого районного комітету КПУ міста Запоріжжя.
30 березня 1990 — 14 січня 1991 року — голова Запорізької міської ради народних депутатів.
У лютому — квітні 1991 року — виконувач обов'язків завідувача Запорізького обласного відділу соціального забезпечення. 18 квітня 1991 — травень 1992 року — завідувач Запорізького обласного відділу соціального забезпечення виконкому Запорізької обласної ради народних депутатів.
У травні 1992 — серпні 1994 року — начальник управління соціального забезпечення Запорізької обласної державної адміністрації. У серпні 1994 — грудні 1995 року — начальник управління соціального захисту населення Запорізької обласної ради народних депутатів. У грудні 1995 — листопаді 2000 року — начальник управління соціального захисту населення Запорізької обласної державної адміністрації. З 1 грудня 2000 по 2012 рік — начальник Головного управління праці та соціального захисту населення Запорізької обласної державної адміністрації.
Член Партії пенсіонерів України.
Потім — на пенсії у місті Запоріжжі.

## Нагороди та звання
- Орден Дружби народів (1981)
- Почесна грамота Кабінету міністрів України (1999)
- Заслужений працівник соціальної сфери України (2004)